# Barnamorden i Betlehem (målning av Poussin)
Barnamorden i Betlehem (franska: Le Massacre des Innocents) är en oljemålning av den franske barockkonstnären Nicolas Poussin. Den är målad omkring 1625–1629 och utställd på Musée Condé i slottet i Chantilly utanför Paris.
Poussin föddes 1594 i Normandie, men var bosatt i större delen av sitt liv i Rom där han utvecklade ett klassiskt måleri. Han intresserade sig inte nämnvärt för sin samtid utan fokuserade helt och hållet på historiska, mytologiska och bibliska motiv. 
Målningen skildrar barnamorden i Betlehem, en episod ur Nya testamentet (Matteusevangeliet 2:16-18) där det berättas om att kung Herodes lät döda alla gossebarn i Betlehem som var två år eller yngre för att på så sätt undanröja det hot han upplevde vid budet om att Messias hade fötts. 
Barnamorden i Betlehem beställdes av den italienske bankmannen och konstsamlaren Vincenzo Giustiniani den yngre. Tavlan förblev i familjens ägo till 1804 då den köptes av Lucien Bonaparte. Från 1820 ägdes tavlan av Maria Luisa av Spanien och hennes son Karl II av Parma. Mellan åren 1841 och 1856 bytte den ägare flera gånger, men sistnämnda år köptes den av Henri av Orléans, hertig av Aumale, som hängde upp den i sitt slott i Chantilly. Vid hertigens död testamenterades såväl slottet som konstsamlingen till Institut de France.